# 織田雪巌
織田 雪巌（おだ せつがん、天保14年4月8日（1843年5月7日） - 大正5年（1916年）5月5日）は、尾張国大曽根出身の僧侶。

## 人物
1843年（天保14年）、尾張国大曽根において生を受ける。尾張藩船手組・吉田甚七郎の次男。宮出町の永安寺住職であった雲菴黄竜の元で修行し、得度した。近江国の慈眼院第12世、宮出町永安寺第28世、豊後国泉福寺独住第3世、尾張国曹源寺第19世、武蔵国豪徳寺第30世、相模国最乗寺独住第7世と、各地において住職を務めた。また、總持寺の移転にも力を尽くしたとされる。